# Giuseppe Malavasi
Giuseppe Malavasi (Bologna, 22 maggio 1938 – Bologna, 18 marzo 2019) è stato un calciatore italiano, di ruolo centrocampista.

## Biografia
Sposato con Nicoletta Nanni (da cui era rimasto vedovo da qualche anno), aveva due figlie, Giorgia e Alessandra. 
È morto a Bologna il 18 marzo 2019.

## Carriera
Cresciuto nel settore giovanile del Bologna, è arrivato a esordire in prima squadra collezionando, dal 1956 al 1958, 7 presenze complessive, di cui 5 e 1 rete in Serie A,). Ha poi giocato anche in Serie B con Taranto e Trani.

## Allenatore
Chiusa la carriera da calciatore, per qualche stagione ha ricoperto il ruolo di vice-allenatore alla Pistoiese, negli anni migliori della squadra toscana, quando raggiunse la Serie A. Fu il secondo di Enzo Riccomini nell'anno della promozione, per poi ricoprire il medesimo incarico nell'anno disputato nella massima serie, dietro Lido Vieri, promosso alla guida della prima squadra dopo l'abbandono di Riccomini che preferì firmare per la Sampdoria.
Durante il calciomercato del 1980, è a lui riconducibile l'acquisto del brasiliano Luis Silvio Danuello: il presidente Melani lo mandò in Brasile per perfezionare l'acquisto di uno straniero, e lui tornò in Italia con quest'ala che un equivoco lo fece credere centravanti. La curiosa storia ha poi ispirato la trama del film L'allenatore nel pallone, con Lino Banfi protagonista della vicenda vissuta da Malavasi.
Allenò nuovamente la Pistoiese per un breve periodo nel 1985, sostituendo Antonio Giammarinaro nel finale di stagione, chiudendo con la retrocessione in Serie C2. È poi rimasto nel calcio allenando per qualche anno la squadra femminile del Bologna.

## Palmarès

### Giocatore

#### Competizioni nazionali
- Serie C: 1

Taranto: 1968-1969